# Selezione maschile di calcio dei Paesi Baschi
La Selezione di calcio dei Paesi Baschi (Euskal Herriko futbol selekzioa), abbreviata talvolta in Euskadi, è la squadra nazionale di calcio di Euskal Herria, i Paesi Baschi.
È patrocinata dalla Euskadiko Futbol Federakundea (Federazione di Calcio Basca) la quale non è affiliata né alla FIFA né alla UEFA. Per questo motivo non ha mai disputato tornei internazionali ufficiali.

## Storia
La prima partita della rappresentativa fu il 3 gennaio 1915 a Bilbao, quando sconfissero 6-1 la rappresentativa dei giocatori catalani. Per tre volte nel 1915, tre nel 1916, una nel 1930 e una nel 1931 le due formazioni si affrontarono, alternando partite nel Paese Basco a partite in Catalogna. Le statistiche di queste otto partite vedono 6 vittorie di Euskadi e 2 pareggi.
Nell'aprile del 1937, in piena Guerra civile spagnola, per volontà dell'allora lehendakari dei Paesi Baschi (nonché ex-giocatore dell'Athletic Club) José Antonio Aguirre venne creata una selezione basca, chiamata Euzkadi, allo scopo di effettuare una tournée in Europa. L'intento della squadra era quello di raccogliere fondi per la causa repubblicana e di far conoscere all'estero l'esistenza del governo autonomo dei Paesi Baschi, istituito solo pochi mesi prima. Euzkadi era formata da alcuni dei migliori giocatori dell'epoca, stelle assolute della Liga e della nazionale spagnola: tra questi spiccavano Luis Regueiro, capitano del Real Madrid, l'ala sinistra Guillermo Gorostiza e il cannoniere Isidro Lángara. La tournée iniziò in Francia, quindi toccò Repubblica Ceca, Polonia, Unione Sovietica, Norvegia e Danimarca; nell'autunno del 1937 i dirigenti di Euzkadi decisero di attraversare l'Oceano Atlantico e i giocatori accettarono. In Messico e a Cuba la squadra disputò molte partite, mentre in Argentina a Euzkadi venne proibito di scendere in campo dalla FIFA. A causa della minaccia di squalifica da parte della federazione internazionale, la squadra tornò in Messico, dove si affiliò alla Federazione locale e partecipò con il nome di Club Deportivo Euzkadi al campionato messicano del 1938/39, concluso al secondo posto anche a causa di infortuni e defezioni. Al termine del torneo la selezione giocò un'ultima partita a Città del Messico e si sciolse.
Con l'instaurarsi della dittatura di Franco in Spagna e la successiva abolizione di qualsiasi espressione nazionalistica non spagnola, Euskal Selekzioa smise di giocare fino al 16 agosto 1979, quando si organizzò un'amichevole contro l'Irlanda a Bilbao che finì 4-1 per i baschi.
Fino al 1990 ci furono in tutto 5 amichevoli casalinghe: una contro l'Irlanda, una con la Bulgaria (vinta 4-0), una con l'Ungheria (persa 1-5), una contro il Tottenham (vinta 4-0) e una contro la Romania (pareggiata 2-2).
Dal 1993 una volta l'anno fino ad oggi, nel mese di dicembre Euskal Selekzioa disputa un'amichevole natalizia, quasi sempre al San Mamés di Bilbao, con un paio di eccezioni all'Anoeta di San Sebastián.
Degna di nota è la partita del 20 giugno 2007 allo stadio Pueblo Nuevo di San Cristóbal contro il Venezuela, battuto con il risultato di 3-4, in quanto è stata la prima amichevole di Euskal Selekzioa ad essere giocata all'estero dopo quasi 70 anni.
Nello stesso anno si è giocata un'altra amichevole il 29 dicembre al San Mamés di Bilbao contro i rivali della Catalogna. Il risultato finale è stato di 1-1, con gol di Bojan (al debutto) e pareggio di Aduriz. Questa partita regala alla storia anche l'undicesima presenza di Joseba Etxeberria con la maglia verde, raggiungendo così il record appartenente ancora a Julen Guerrero, ma ormai condiviso con El Gallo.
La tradizione della partita natalizia viene ripresa nel 2010: la prima è quella del 29 dicembre 2010, ancora contro il Venezuela, battuto 3-1 al San Mamés di Bilbao: dopo il momentaneo vantaggio sudamericano di Oswaldo Vizcarrondo, per i baschi vanno a segno Carlos Gurpegi, Mikel Labaka ed Iker Muniain.
Nel 2011 si raddoppia, con una prima partita giocata a Tallinn in Estonia il 25 maggio contro la nazionale locale, vinta per 2-1 con una doppietta di Aritz Aduriz e una seconda natalizia, giocata nella cornice del San Mamés contro la Tunisia e persa per 2-0.
Il 29 dicembre 2012 si disputa un'amichevole contro la Bolivia presso l'Anoeta a San Sebastián: in essa la selezione basca ha battuto per 6-1 la Bolivia con le doppiette di  Gaizka Toquero e Aritz Aduriz, che diventa il nuovo goleador della selezione superando Julen Guerrero, e le reti di Ibai Gómez e Imanol Agirretxe.
Il 28 dicembre 2013 disputa nella cornice del nuovo stadio dell'Athletic Club, il San Mamés Barria vincendo 6-0 contro il Perù, grazie alle doppiette di Aritz Aduriz e Imanol Agirretxe e alle marcature di Roberto Torres e Markel Susaeta. Nei successivi anni sfida altre nazionali affiliate alla FIFA quali la Tunisia, battuta 3-1, il Venezuela battuto 4-2 nel 2018, Panama, partita in trasferta terminata a reti bianche e la Costa Rica battuta 2-1 nel 2020. Nel marzo 2024 incontra a Bilbao l'Uruguay, pareggiando 1-1.

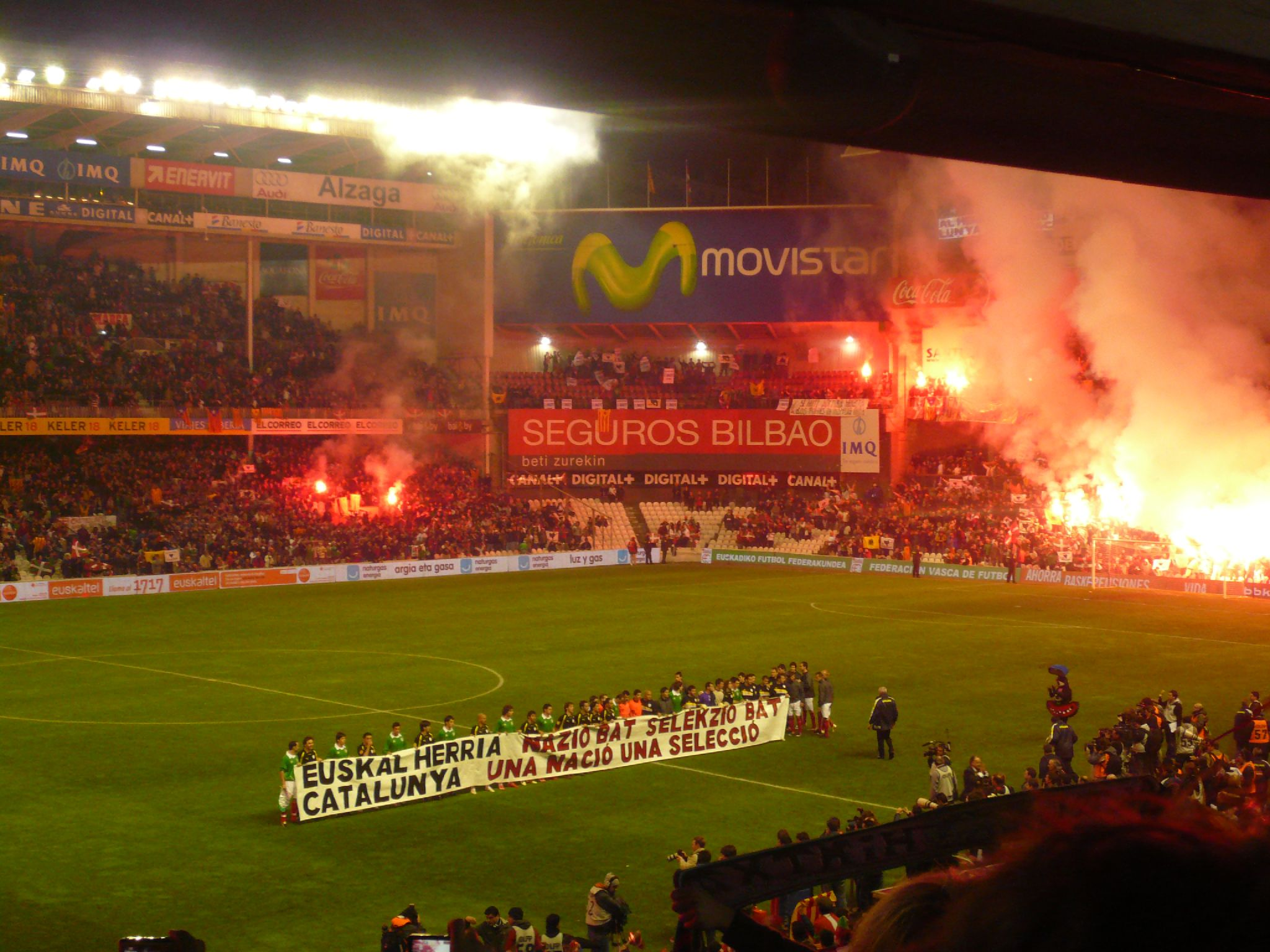
La formazione della Nazionale basca (Euskal Selekzioa) sorregge insieme all'undici della selezione catalana uno striscione (scritto in basco e catalano) con la scritta una nazione una selezione! prima della partita del 29 dicembre 2007

## Giocatori
Nella formazione di Euskal Selekzioa hanno militato quasi sempre giocatori nati nel territorio di Euskal Herria, principalmente di Hegoalde. Fernando Amorebieta, pur essendo nato in Venezuela e giocando per la nazionale vinotinto, è originario di Bilbao e il fatto di esservi tornato e aver militato nelle giovanili dell'Athletic Club, gli ha permesso di essere tesserato dal club e selezionabile dalla selezione basca..

## Allenatori
| Allenatori |                                      |
| 1930-1931  | Amadeo Gartzia Salazar               |
| 1937       | Manuel Lopez "Travieso"              |
| 1937-1938  | Pedro Vallana                        |
| 1979       | Andoni Elizondo e Jesus Garai        |
| 1980       | Jose Antonio Irulegi                 |
| 1988       | José Ángel Iribar e Xabier Exposito  |
| 1990       | Txutxi Aranguren                     |
| 1993       | Javier Irureta                       |
| 1993-2001  | José Ángel Iribar e Xabier Exposito  |
| 2002       | José Ángel Iribar                    |
| 2003-2011  | José Ángel Iribar e Mikel Etxarri    |
| 2011       | Javier Irureta e Mikel Etxarri       |
| 2012- ...  | José María Amorrortu e Mikel Etxarri |

## Palmarès
- Coppa delle Regioni UEFA: 1

2005